# 太平 (林士弘)
太平（616年十二月—622年十月，或作延康、天成）：隋朝末期唐朝初期領袖，楚政權林士弘的年号，歷時7年。

## 改元
- 操師乞始興元年——十二月十日，林士弘改元為太平元年。[3][4][5][6]

## 大事记
- 太平元年——十二月十日，林士弘自稱皇帝，國號楚。
- 太平七年——十月二十一日，林士弘向唐朝投降。[7][8]

## 纪年
| 太平 | 元年  | 二年  | 三年  | 四年  | 五年  | 六年  | 七年  |
| ---- | ----- | ----- | ----- | ----- | ----- | ----- | ----- |
| 公元 | 616年 | 617年 | 618年 | 619年 | 620年 | 621年 | 622年 |
| 干支 | 丙子  | 丁丑  | 戊寅  | 己卯  | 庚辰  | 辛巳  | 壬午  |

## 同期存在的其他政权年号
- 中國
  - 大业（605年－618年）：隋朝政权——隋煬帝杨广年号
  - 義寧（617年－618年）：隋朝政权——隋恭帝杨侑年号
  - 皇泰（618年－619年）：隋朝政权——杨侗年号
  - 始兴（616年）：隋朝時期——操师乞年号
  - 丁丑（617年－618年）：隋朝時期——夏政權窦建德年号
  - 五凤（618年－621年）：隋朝時期——夏政權窦建德年号
  - 永平（617年－618年）：隋朝時期——魏政權李密年号
  - 天兴（617年－620年）：隋朝時期——刘武周年号
  - 永隆（618年－628年）：隋朝時期——梁政權梁師都年号
  - 正平（617年－618年）：隋朝時期——永樂王郭子和年号
  - 通聖（617年）：隋朝時期——曹武徹年号
  - 秦兴（617年－618年）：隋朝時期——秦政權薛擧年号
  - 安乐（617年－619年）：隋朝時期——涼政權李軌年号
  - 鸣凤（617年－618年）：隋朝時期——梁政權蕭銑年号
  - 武德（618年－626年）：唐朝政权——唐高祖李淵年号
  - 天壽（618年－619年）：唐朝時期——許政權宇文化及年号
  - 昌達（618年－619年）：唐朝時期——楚政權朱粲年号
  - 始兴（618年－624年）：唐朝時期——燕政權高开道年号
  - 法輪（618年）：唐朝時期——齊政權高曇晟年号
  - 开明（619年－621年）：唐朝時期——鄭政權王世充年号
  - 延康（619年－620年）：唐朝時期——梁政權沈法兴年号
  - 明政（619年－621年）：唐朝時期——吳政權李子通年号
  - 天造（622年－623年）：唐朝時期——刘黑闼年号
  - 义和（614年－619年）：高昌政权——麴伯雅年号
  - 重光（620年－623年）：高昌政權——麴伯雅年号
- 朝鮮半島
  - 建福（584年－634年）：新羅真平王之年號

## 參看
- 中國年號索引
- 其他使用太平年號的政權